# Teofil Wilski

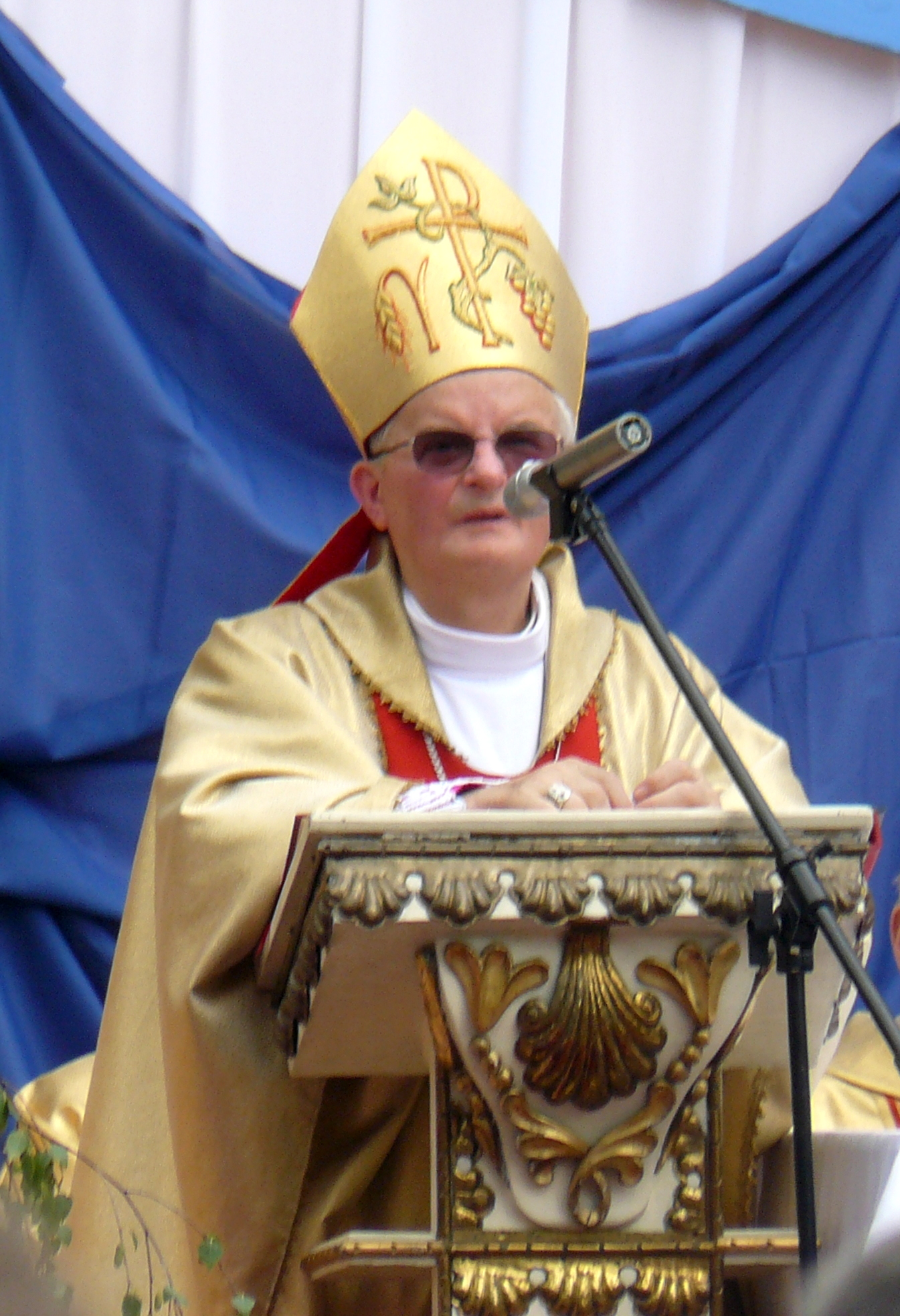
Teofil Wilski (2009)

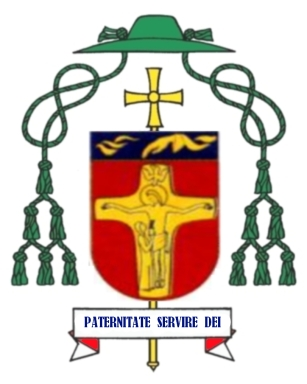
Bischofswappen von Teofil Wilski

Teofil Józef Wilski (* 16. Oktober 1935 in Skubarczewo, Woiwodschaft Großpolen; † 26. März 2022 in Ostrów Wielkopolski) war ein polnischer römisch-katholischer Geistlicher und Weihbischof in Kalisz.

## Leben
Teofil Wilski studierte von 1954 bis 1960 Philosophie und Katholische Theologie am Priesterseminar in Gniezno. Am 11. Juni 1960 empfing er in der Kathedrale von Gniezno durch den Erzbischof von Gniezno und Warschau, Stefan Kardinal Wyszyński, das Sakrament der Priesterweihe.
Wilski war zunächst als Pfarrvikar der Pfarrei Erzengel Michael in Kcynia tätig. 1962 setzte Teofil Wilski seine Studien an der Katholischen Universität Lublin fort, an der er 1968 mit der Arbeit Nauka współczesnych teologów katolickich o chwale Bożej w pielgrzymującym kościele: od Mystici Corporis do Vaticanum II („Die Lehre der zeitgenössischen katholischen Theologen über die Herrlichkeit Gottes in der pilgernden Kirche: von Mystici Corporis bis zum Zweiten Vatikanischen Konzil“) zum Doktor der Theologie im Fach Dogmatik promoviert wurde. Ab 1968 lehrte er Dogmatik und später zudem Spirituelle Theologie am Priesterseminar in Gniezno. Außerdem war er Professor am Priesterseminar in Kalisz. Wilski gehörte der Poznańskie Towarzystwo Przyjaciół Nauk (Posener Gesellschaft der Freunde der Wissenschaften) an. Sein Forschungsschwerpunkt war die trinitarische Theologie.
Neben seiner akademischen Tätigkeit wirkte Teofil Wilski von 1968 bis 1970 zusätzlich als Notar an der Metropolitankurie des Erzbistums Gniezno. 1972 wurde er Prosynodal-Examinator und Zensor im Rahmen des Verfahrens zur Erteilung des bischöflichen Imprimatur für die religiösen Bücher. Von 1982 bis 1988 war Wilski Spiritual und von 1988 bis 1995 Regens des Priesterseminars in Gniezno. Ferner gehörte er ab 1985 dem Priesterrat und ab 1989 dem Diözesanpastoralrat des Erzbistums Gniezno an. Am 1. September 1987 verlieh ihm Papst Johannes Paul II. den Ehrentitel Päpstlicher Ehrenkaplan.
Papst Johannes Paul II. ernannte ihn am 8. April 1995 zum Titularbischof von Castellum in Mauretania und zum Weihbischof in Kalisz. Der Erzbischof von Posen, Jerzy Stroba spendete ihm am 8. Mai 1995 in der Kathedrale St. Nikolaus in Kalisz die Bischofsweihe; Mitkonsekratoren waren der Bischof von Kalisz, Stanisław Napierała, und der Bischof von Włocławek, Bronisław Dembowski. Teofil Wilski wählte den Wahlspruch Paternitati servire Dei („Der Vaterschaft Gottes dienen“). Als Weihbischof war er Generalvikar des Bistums Kalisz sowie Leiter der Pastoralabteilung und Verantwortlicher für die Priesterausbildung. Ferner wurde unter seiner Führung die Abteilung für die Künstlerseelsorge aufgebaut, deren Leiter er zudem wurde. In der Polnischen Bischofskonferenz war Wilski stellvertretender Vorsitzender der Arbeitsgruppe für den Dialog mit den Siebenten-Tags-Adventisten sowie Mitglied der Kommission für den Klerus und des Programmbeirats von Radio Maryja.
Am 31. Oktober 2011 nahm Papst Benedikt XVI. das von Teofil Wilski aus Altersgründen vorgebrachte Rücktrittsgesuch an. Danach lebte er im Priesterhaus des Bistums Kalisz in Ostrów Wielkopolski. Wilski starb am 26. März 2022 in einem Krankenhaus in Ostrów Wielkopolski und wurde auf dem städtischen Friedhof in Kalisz beigesetzt.

## Schriften (Auswahl)
- Nauka współczesnych teologów katolickich o chwale Bożej w pielgrzymującym kościele: od Mystici Corporis do Vaticanum II. Katolicki Uniwersytet Lubelski, Wydział Teologiczny, Lublin 1968, OCLC 1121428539.
- Zagadnienie osobowego „zróżnicowania“ w jedności stwórczego i zbawczego działania Trójcy Św.: zarys problematyki na tle niektórych prób odnowienia nauki o Bogu (= Collectanea Theologica. Band 45, Nr. 3). Akademia Teologii Katolickiej, Warschau 1975, OCLC 1249977232, S. 31–48.
- Trynitarny charakter życia łaski według M. Schmausa. In: Studia Theologica Varsaviensia. Band 16, Nr. 1, 1978, S. 93–111.
- Zagadnienie „osobowego zróżnicowania“ w jedności działania Trójcy Świętej ad extra przez posłannictwa: nauka M. Schmausa. In: Collectanea Theologica. Band 47, Nr. 4, 1977, S. 53–85.
- Problematyka „osoby“ w Johanna Auera nauce o Bogu. In: Studia Theologica Varsaviensia. Band 21, Nr. 2, 1983, S. 233–260.
- Nowenna modlitw do błogosławionej Jolenty. Parafia pod wezwaniem Błogosławionej Jolenty, Gnesen 1990, OCLC 834101545.
- Rola Ducha Świętego w życiu św. Józefa – ojcostwo w Duchu Świętym. In: Kaliskie Studia Teologiczne. Band 1, 2002, OCLC 999081547, S. 335–345.
- Zagadnienie pełnej autentyczności ludzkiego ojcostwa św. Józefa (por. RC 21). In: Kaliskie Studia Teologiczne. Band 3, 2004, OCLC 999045717, S. 7–24.
- Charakter udziału świętego Józefa w dziele zbawienia. In: Kaliskie Studia Teologiczne. Band 8, 2010, OCLC 999030363, S. 7–29.